# MGP 2025
MGP 2025 blev den 25. årlige MGP-sangkonkurrence for håbefulde sangere i alderen 8 til 15 år. Showet, der dermed samtidig var et 25-års-jubilæum, blev afholdt den 22. februar 2025.
De 8 deltagere blev afsløret den 31. januar 2025.
Drengegruppen Tempo fra Rødovre vandt konkurrencen med sangen "Lyst til at Hop'".

## Deltagere
| Nr | Deltagere      | Fulde navn                                                                                                 | Sang                | Resultat      |
| -- | -------------- | --- | ------------------- | ------------- |
| 1  | Donya          | Donya Chahrour                                                                                             | "Min bror"          | Ude           |
| 2  | Otto           | Otto Ljungdahl                                                                                             | "Sød ligesom"       | Superfinalist |
| 3  | Aida           | Aida Sofie Haarup Pedersen                                                                                 | "Sig det bare"      | Superfinalist |
| 4  | Spasministrene | Ingveldur Líf Þorbergsdóttir, Luna Fuglsang Svelmøe                                                        | "Ud med regler!"    | Ude           |
| 5  | KarlSon        | Karla Vyrtz Holm, Sonja Bruntt Vestergaard                                                                 | "SoMe"              | Ude           |
| 6  | Tempo          | Bastian Tang Løvgreen, Felix Benjnouh Schultz, Jaden Alex Antonio Varela, Noah Alexander Radulovic Nielsen | "Lyst til at hop'"  | Superfinalist |
| 7  | Besties4Life   | Nicoline Dal Kierkegaard, Zuzanna Hanna Jaworska                                                           | "Hesties Besties"   | Ude           |
| 8  | Niklas         | Niklas Severinsen                                                                                          | "Mig og min guitar" | Ude           |

### Superfinale
I superfinalen skal de tre mest populære fra første runde synge igen, og seerne stemte endnu engang, hvorved konkurrencens vinder blev fundet.
| Nr | Deltager | Sang               | Resultat |
| -- | -------- | ------------------ | -------- |
| 1  | Otto     | "Sød ligesom"      | Uoplyst  |
| 2  | Aida     | "Sig det bare"     | Uoplyst  |
| 3  | Tempo    | "Lyst til at hop'" | Vinder   |